# Liste des interstates en Louisiane
Les Interstates en Louisiane font partie du réseau des autoroutes inter-états et sont entretenues par le Louisiana Department of Transportation and Development (DOTD). Il y a six autoroutes principales et sept autoroutes auxiliaires. Il y a également deux autoroutes principales proposées. 

## Autoroutes principales
| Numéro       | Longueur (mi) | Longueur (km) | Terminus sud / ouest                                       | Terminus nord / est                                              | Créée    | Notes |
| ------------ | ------------- | ------------- | ---------------------------------------------------------- | ---------------------------------------------------------------- | -------- | --- |
| I-10         | 274,42        | 441,64        | I-10 à la frontière du Texas près de Vinton                | I-10 à la frontière du Mississippi près de Slidell               | 1960     | |
| I-12         | 85,59         | 137,74        | I-10 à Baton Rouge                                         | I-10 / I-59 à Slidell                                            | 1967     | |
| I-14         | —             | —             | I-14 à la frontière du Texas près de Leesville (indéfini)  | I-14 à la frontière du Mississippi près de Ferriday (indéfini)   | proposée | Interstate proposée suivant le corridor de la LA 28                                                                                                   |
| I-20         | 189,87        | 305,57        | I-10 à la frontière du Texas près de Greenwood             | I-10 à la frontière du Mississippi à Delta                       | 1960     | |
| I-49         | 239,25        | 385,04        | I-10 / US 167 à Lafayette                                  | I-49 à la frontière de l'Arkansas près d'Ida                     | 1983     | Il existe un segment manquant à Shreveport, lequel est en construction. Un prolongement vers le sud entre Lafayette et La Nouvelle-Orléans est prévu. |
| I-55         | 65,81         | 105,91        | I-10 / US 51 à LaPlace                                     | I-55 à la frontière du Mississippi près de Kentwood              | 1960     | |
| I-59         | 11,48         | 18,48         | I-10 / I-12 à Slidell                                      | I-59 à la frontière du Mississippi près de Pearl River           | 1962     | |
| I-69         | —             | —             | I-69 à la frontière du Texas près de Shreveport (indéfini) | I-69 à la frontière de l'Arkansas près de Haynesville (indéfini) | proposée | Autoroute planifiée suivant le corridor de la US 79                                                                                                   |
| - Non-ouvert |               |               |                                                            |                                                                  |          | |

## Autoroutes auxiliaires
| Numéro       | Longueur (mi) | Longueur (km) | Terminus sud / ouest        | Terminus nord / est                     | Créée | Notes |
| ------------ | ------------- | ------------- | --------------------------- | --------------------------------------- | ----- | --- |
| I-110        | 8,89          | 14,31         | I-10 à Baton Rouge          | US 61 à Baton Rouge                     | 1964  | |
| I-210        | 12,40         | 19,96         | I-10 près de Lake Charles   | I-10 près de Lake Charles               | 1964  | |
| I-220        | 17,62         | 28,36         | I-20 / LA 3132 à Shreveport | I-20 à Bossier City                     | 1977  | Shreveport–Bossier City downtown bypass                                                                         |
| I-310        | 11,25         | 18,11         | US 90 / LA 3127 à Boutte    | I-10 près de Kenner                     | 1983  | |
| I-510        | 3,04          | 4,89          | LA 47 à La Nouvelle-Orléans | I-10 / LA 47 à La Nouvelle-Orléans      | 1992  | |
| I-610        | 4,52          | 7,27          | I-10 à La Nouvelle-Orléans  | I-10 à La Nouvelle-Orléans              | 1965  | |
| I-910        | 9,70          | 15,61         | US 90 Bus. à Marrero        | I-10 / US 90 Bus. à La Nouvelle-Orléans | 1999  | Désignation officielle d'un segment autoroutier de la US 90 Bus. et du futur corridor du prolongement de l'I-49 |
| - Non-ouvert |               |               |                             |                                         |       | |